# Manie Manie
Pour les articles homonymes, voir Manie (homonymie).
Manie Manie ou Manie Manie : Les Histoires du labyrinthe (迷宮物語, Manie-Manie : Meikyū monogatari), parfois connu sous le nom anglais de Neo Tokyo, est un recueil de trois courts métrages animés de science-fiction, produit par le studio Madhouse au Japon en 1987. Ces trois animes s’inspirent de nouvelles de l’auteur Taku Mayumura, et ont respectivement été réalisées par trois grands noms de l'animation : Rintarō, Yoshiaki Kawajiri et Katsuhiro Ōtomo.

## Synopsis
Le recueil est composé de trois histoires, nommées Labyrinthe (Rabirinsu rabirintosu), Le Coureur (Hashiru otoko) et Stoppez le travail ! (Kōji chūshi meirei).

### Labyrinthe
Ce premier court-métrage de Rintarō ouvre et ferme le recueil. Sachi et son chat Cicéron se trouvent piégés dans un monde fantastique (inspiré de l’univers du cirque) en passant au travers d’un étrange miroir. Un clown les invite alors à le suivre dans cet univers peuplé de créatures étranges, avant de faire le lien avec les deux courts-métrages suivants.

### Le Coureur
Réalisé par Yoshiaki Kawajiri, ce second court-métrage adopte un style plus sombre. Dans cet univers, l’un des sports les plus prisés est une sorte de course automobile, où tous les coups sont permis. Zach est le champion incontesté de la discipline ; il est en effet doué de pouvoirs psychiques qui lui permettent de gagner les courses avec aisance. Mais à la fin d’un dernier grand prix, il devient comme fou et tente de poursuivre son double.
Cette histoire se focalise sur le côté psychologique, et rappelle beaucoup dans ce sens le film Rollerball.

### Stoppez le travail!
Cette troisième partie est l’œuvre de Katsuhiro Ōtomo qui explore le thème des robots et de la technologie. Dans une société technologiquement avancée, Tsutomu Sugioka a pour mission d’arrêter un ancien projet : l’édification d’une immense cité dont la construction est entièrement réalisée par des robots. Cependant, ces derniers refusent de cesser le travail et poursuivent leur absurde tâche. Sugioka va alors tenter d’atteindre le cœur du système pour arrêter la construction.
Plus proche de la science-fiction, Ōtomo livre ici une réflexion sur le rapport entre l’homme et la machine.

## Fiche technique
- Réalisateurs : Rintarō, Yoshiaki Kawajiri et Katsuhiro Ōtomo
- D’après les nouvelles de : Taku Mayumura
- Musique : Micky Yoshino
- Producteur exécutif : Haruki Kadokawa
- Producteurs : Masao Maruyama et Rintarō
- Character Design : Atsuko Fukushima, Yoshiaki Kawajiri et Katsuhiro Ōtomo
- Directeur photographie : Kinichi Ishikawa
- Directeur son : Susumu Aketagawa
- Directeurs artistiques : Yamako Ishikawa, Katsushi Aoki, Takamura Mukuo
- Directeurs de l'animation : Atsuko Fukushima, Yoshiaki Kawajiri, Takashi Nakamura
- Effets spéciaux : Kunji Tanifuji
- Studios : Madhouse
- Genre : Anime
- Pays d'origine :  Japon
- Durée : 50 minutes
- Date de sortie : 
  - Japon 25 septembre 1987[5]

Sources : Neo-Tokyo sur Anime News Network et AniDB

### Doublage (VO)
- Hideko Yoshida : Sachi
- Hiroshi Ohtake : Robot 444-1
- Yuu Mizushima : Tsutomo Sugioka
- Banjou Ginga : Zack Hugh
- Iemasa Kayumi : Le directeur de département
- Masane Tsukayama : Bob Stone

Source : Neo-Tokyo sur Anime News Network

### Diffusion
Le film a été diffusé pour la première fois au Tōkyō International Fantastic Film Festival de 1987, avant de sortir au cinéma au Japon en 1989. Il s’est cependant exporté assez tardivement en France, avec une sortie VHS début des années 2000 et en DVD le 13 mars 2008 (les deux éditions par Dybex).